# Верджиния-Сити (Монтана)
Верджиния-Сити (англ. Virginia City) — город и административный центр округа Мадисон в штате Монтана в Соединённых Штатах Америки.
Согласно данным переписи населения США 2020 года число жителей города 
составляло 219 человек, что, для такого небольшого населённого пункта, существенно больше (+ 15.3%), чем было во время предыдущей переписи проводившейся в 2010 году (190 человек).

## История
В мае 1863 года группа старателей направлялась к реке Йеллоустоун, но вместо этого наткнулась на отряд индейцев их племени кроу и была вынуждена вернуться в Баннак. 26 мая 1863 года Билл Фейрвезер и Генри Эдгар обнаружили золото на Олдер-Крик. Старатели не смогли сохранить находку в тайне, и по возвращении на золотоносный участок их путь проследили. В итоге был создан горнодобывающий округ, чтобы сформулировать правила относительно индивидуальных заявок на золото. 
16 июня 1863 года в миле к югу от золотых приисков был образован поселок под названием «Верина» (англ. Verina). Название было дано в честь Варины Хауэлл Дэвис, первой и единственной первой леди Конфедеративных Штатов Америки во время Гражданской войны в США. Верина, хотя и находилась на территории Союза, была основана людьми, отдававшим большие симпатии конфедератам. После регистрации названия судья из Коннектикута Г. Г. Бисселл (англ. G. G. Bissell) возразил против их выбора и зарегистрировал сообщество как Верджиния-Сити.

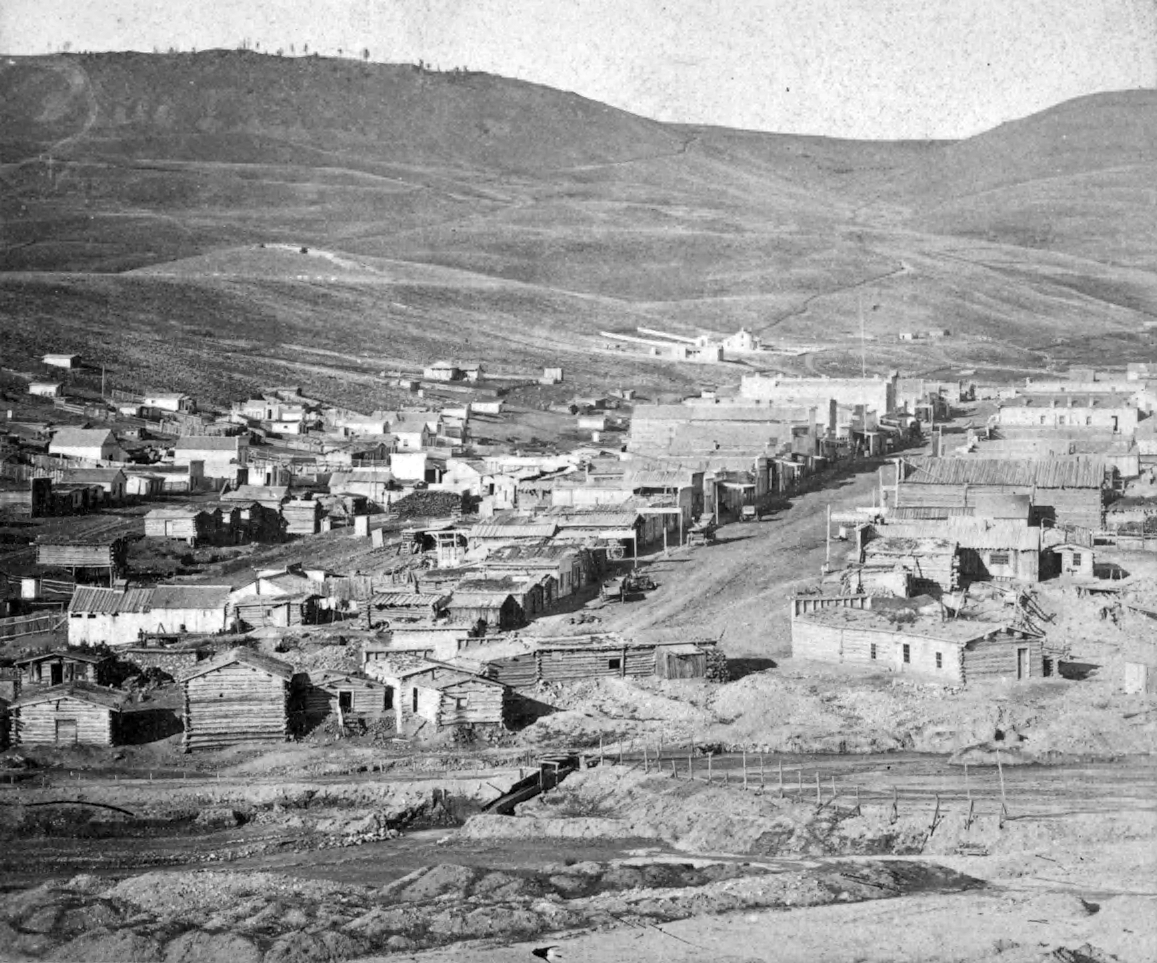
Верджиния-Сити (1890 год)

В течение нескольких недель Верджиния-Сити превратился в город, где в разгар золотой лихорадки жили тысячи старателей и искателей удачи. В отдаленном регионе Территории Айдахо не было правоохранительных органов или системы правосудия, за исключением шахтерских судов. В конце 1863 года огромное богатство региона, отсутствие системы правосудия и небезопасные средства передвижения привели к серьезной преступной активности, особенно грабежам и убийствам на тропах и дорогах региона. В свою очередь шахтёры создавали для защиты собственные вооруженные формирования вроде Монтанских линчевателей. В то время город можно было назвать одним из самых опасных на Диком Западе.
Территория Монтана была организована из существующей территории Айдахо специальным Актом Конгресса и подписана президентом Авраамом Линкольном 26 мая 1864 года. Хотя Баннак был первой столицей территории, территориальный законодательный орган перенес столицу в Верджиния-Сити 7 февраля 1865 года, где она де-факто находилась до 19 апреля 1875 года, вплоть до переезда в Хелену. 
27 августа 1864 года в Верджиния-Сити Томас Димсдейл начал публиковать первую газету Монтаны «Montana Post». 
Первая государственная школа Монтаны также была открыта в Верджиния-Сити в марте 1866 года.
В 1976 году в Верджиния-Сити было снято значительное число сцен для фильма «Излучины Миссури» режиссёра Артура Пенна с оскароносными актёрами Марлоном Брандо и Джеком Николсоном в главных ролях.
В декабре 2014 года в Национальный реестр фильмов США была внесена кинолента «Маленький большой человек» 1970 года, в которой сцены в баре снимались в Верджиния-Сити.
В 1890 году постоянное население города достигло своего максимума (675 человек), а в 2000 году опустилось до минимума (130 человек). За первую четверть века третьего тысячелетия число горожан заметно выросло.

## География
Город Верджиния-Сити расположен в центральной части округа Мадисон с населением 8623 человека (2020 год). Через город проходит автомагистраль US 287, ведущая на восток на 14 миль (23 км) к Эннису и на северо-запад на 28 миль (45 км) к Туин-Бриджес. Город находится в Олдер-Галш, между горами Тобакко-Рут на севере и хребтом Гравелли-Рейндж на юге.
Согласно данным Бюро переписи населения США, общая площадь города составляет 0,95 квадратных мили (2,46 км2) и вся эта территория приходится на сушу. Через Олдер-Галч город находится в водоразделе реки Руби, которая течет на северо-запад к реке Биверхед.

## Климат
Согласно системе классификации климатов Кёппена, в Верджиния-Сити пограничный влажный континентальный климат, который на климатических картах сокращённо обозначается аббревиатурой «Dfb», граничащий с холодным полузасушливым климатом («BSk») и субальпийским климатом («Dfc»). Приведенное выше утверждение соответствует данным из Западного регионального климатического центра (англ. Western Regional Climate Center ) за период с 1893 по 2016 год.